# 张子高
张子高（1886年—1976年），原名张准，字子高，又名张芷皋，湖北枝江人，中国化学家，教育家。

## 生平
1911年留学美国，在麻省理工学院攻读化学专业。1916年回中国后，曾在东南大学、金陵大学、浙江大学等校任教，曾出任麻省理工学院南京校友会副会长。1929年，清华大学聘请张子高为清华大学化学系主任。中华人民共和国成立后，任中国人民政治协商会议第三届、第四届全国委员会委员。